# Gelbbauch-Bartvogel
Der Gelbbauch-Bartvogel (Trachylaemus goffinii) ist eine Vogelart aus der Familie der Afrikanischen Bartvögel (Lybiidae). Die Art kommt in Westafrika von Sierra Leone bis Togo vor. Es werden zwei Unterarten unterschieden. Die IUCN stuft den Gelbbauch-Bartvogel als nicht gefährdet ein.

## Merkmale
Die Bartvogelart wird 23 bis 24 Zentimeter lang und erreicht ein Gewicht von knapp über 80 Gramm. Die Stirn und der Vorderkopf sind rötlich, der hintere Kopfbereich und der Hals sind glänzend blauschwarz. Die Kehle ist rotbraun und rosa-weiß gepunktet. Der Rücken und die Flügel sind bräunlich-schwarz. Der Bauch ist gelb. Der Schwanz ist auf der Oberseite schwarz, auf der Unterseite grauschwarz. Der Schnabel ist auffallend gelb. Der Gelbbauch-Bartvogel
sieht damit dem Flecken-Bartvogel (Tricholaema hirsuta) und dem Gelbfleck-Bartvogel (Buccanodon duchaillui) aus dem gleichen Verbreitungsgebiet recht ähnlich, hat jedoch einen längeren Schwanz und einen gelben Schnabel. Der Schnabel der zwei anderen Arten ist schwarz.

## Lebensraum und Lebensweise
Der Gelbbauch-Bartvogel ist ein Standvogel und kommt in Tiefland- und niedrigeren Bergregenwäldern vor und lebt dort vor allem im Unterholz und im Übergangsbereich zwischen Hochwald und natürlichem Sumpfwald. Sind noch hohe Bäume vorhanden, kann er auch in kultivierten Gebieten überleben. In Liberia wurde er von Meeresspiegelhöhe bis in Höhen von 1300 Metern nachgewiesen. Er ernährt sich von Gliederfüßern und Schnecken sowie von Früchten und bildet bei der Nahrungssuche mit anderen Vogelarten gemischte Gruppen. Über sein Fortpflanzungsverhalten ist nur wenig bekannt. In Sierra Leone, Ghana und Liberia brütet er von Oktober bis April, in Togo von Januar bis Juli. Nester finden sich oft auf abgestorbenen Bäumen, manchmal zusammen mit denen der verwandten Borstenbärtlinge (Gymnobucco).

## Systematik
Der Gelbbauch-Bartvogel wurde 1863 durch den niederländischen Amateurornithologen Andreas Leopold August Goffin unter der Bezeichnung Capito goffini erstmals wissenschaftlich beschrieben. Später wurde er der Gattung Trachyphonus zugeordnet und aufgrund großer Unterschiede hinsichtlich der mitochondrialen DNA, des Gefieders und des Lebensraumes gehört er heute zusammen mit seiner Schwesterart, dem Gelbschnabel-Bartvogel (Trachylaemus purpuratus), zur Gattung Trachylaemus. Er gehört zur Familie der Afrikanischen Bartvögel (Lybiidae), die 1985 durch die US-amerikanischen Ornithologen und Molekularbiologen Charles Sibley und Jon Edward Ahlquist eingeführt wurde, nachdem sich herausgestellt hatte, dass die Bartvögel aus Amerika, Afrika und Asien zusammen keine monophyletische Gruppe bilden.
Es werden zwei Unterarten unterschieden:
- Trachylaemus goffinii goffinii – (Goffin, 1863), Sierra Leone bis Ghana
- Trachylaemus goffinii togoensis – (Reichenow, 1891), östliches Ghana und Togo

## Gefährdung
Die IUCN beurteilt den Bestand des Gelbbauch-Bartvogels u. a. aufgrund des relativ großen Verbreitungsgebietes als ungefährdet (least concern). Es wird vermutet, dass die Population aufgrund der Abholzung tropischer Wälder zurückgeht.